# كورت أدلر
كورت أدلر (بالإنجليزية: Kurt Adler)‏ (و. 1907 – 1977 م) هو موزع، وعازف بيانو، وعالم موسيقى، ومخرج موسيقي، من الولايات المتحدة الأمريكية، ولد في يندريخوف هرادتس، توفي عن عمر يناهز 70 عاماً.

## روابط خارجية
- كورت أدلر على موقع الموسوعة البريطانية (الإنجليزية)
- كورت أدلر على موقع ميوزك برينز (الإنجليزية)